# Kunta Kinte
Kunta Kinte je glavni lik romana Korijeni Alexa Haleyja, istoimene TV-serije iz 1977. godine, te remake-a TV-serije iz 2016. godine. Opisan je kao sin Mandinka poglavice u današnjoj Gambiji koga je otac odgojio da bude ponosni ratnik i pobožni musliman. Godine 1767. ga zarobljavaju i odvode na brod odakle će nakon tromjesečnog putovanja biti iskrcan u Sjevernoj Americi i prodan u roblje. Radnja romana prati njegove neuspješne pokušaje bijega, nakon kojih će za kaznu biti obogaljen, a potom nastojanje da zasnuje obitelj i svojim potomcima prenese tradiciju i kulturu svoje postojbine.
Mladi lik Kunta Kintea je u mini-seriji tumačio LeVar Burton, a stari lik John Amos.
Autor romana je tvrdio da je Kunta Kinte stvarni, a ne fiktivni lik, te da je serija mješavina stvarnih događaja i fikcije, a u selu Juffure u Gambiji žive ljudi koji tvrde da su s njim u dalekom srodstvu.